# NGC 146
NGC 146 est un  amas ouvert découvert par l'astronome britannique John Herschel en 1829.
NGC 146 est à environ 3 032 pc (∼9 890 al) du système solaire et les dernières estimations donnent un âge de 66 millions d'années. La taille apparente de l'amas est de 5,0 minutes d'arc, ce qui, compte tenu de la distance, donne une taille réelle maximale d'environ 14 années-lumière.  
Selon la classification des amas ouverts de Robert Trumpler, NGC 146 renferme moins de 50 étoiles (lettre p) dont la concentration est faible (IV) et dont les magnitudes se répartissent sur un grand intervalle (le chiffre 3).